# Granyanella
Granyanella (spanisch Grañanella) ist eine spanische Gemeinde (municipio) mit 140 Einwohnern (Stand: 2024) im Nordosten Kataloniens. Neben dem Hauptort Granyanella besteht die Gemeinde aus den Ortschaften La Curullada, Fonolleres, La Móra und Tordera.

## Geographie
Granyanella liegt etwa 57 Kilometer ostnordöstlich von Lleida und etwa 82 Kilometer westnordwestlich von Barcelona in einer Höhe von ca. 540 m. Durch die Gemeinde führt die Autovía A-2. 

## Einwohnerentwicklung
| 1970 | 1981 | 1991 | 2001 | 2011 | 2021 |
| ---- | ---- | ---- | ---- | ---- | ---- |
| 327  | 288  | 214  | 189  | 174  | 169  |

## Sehenswürdigkeiten

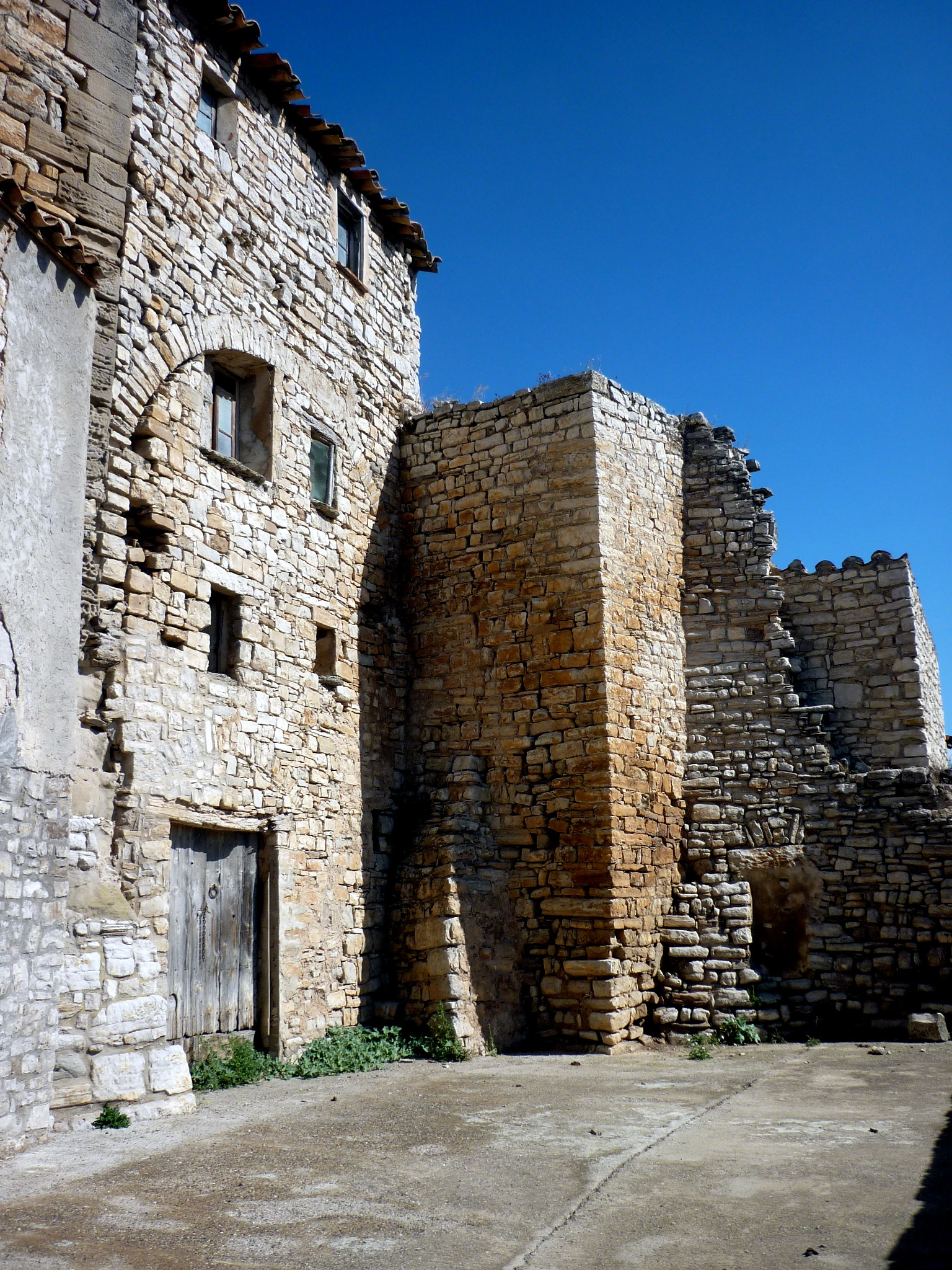
Reste der Burganlage von Santa Fe
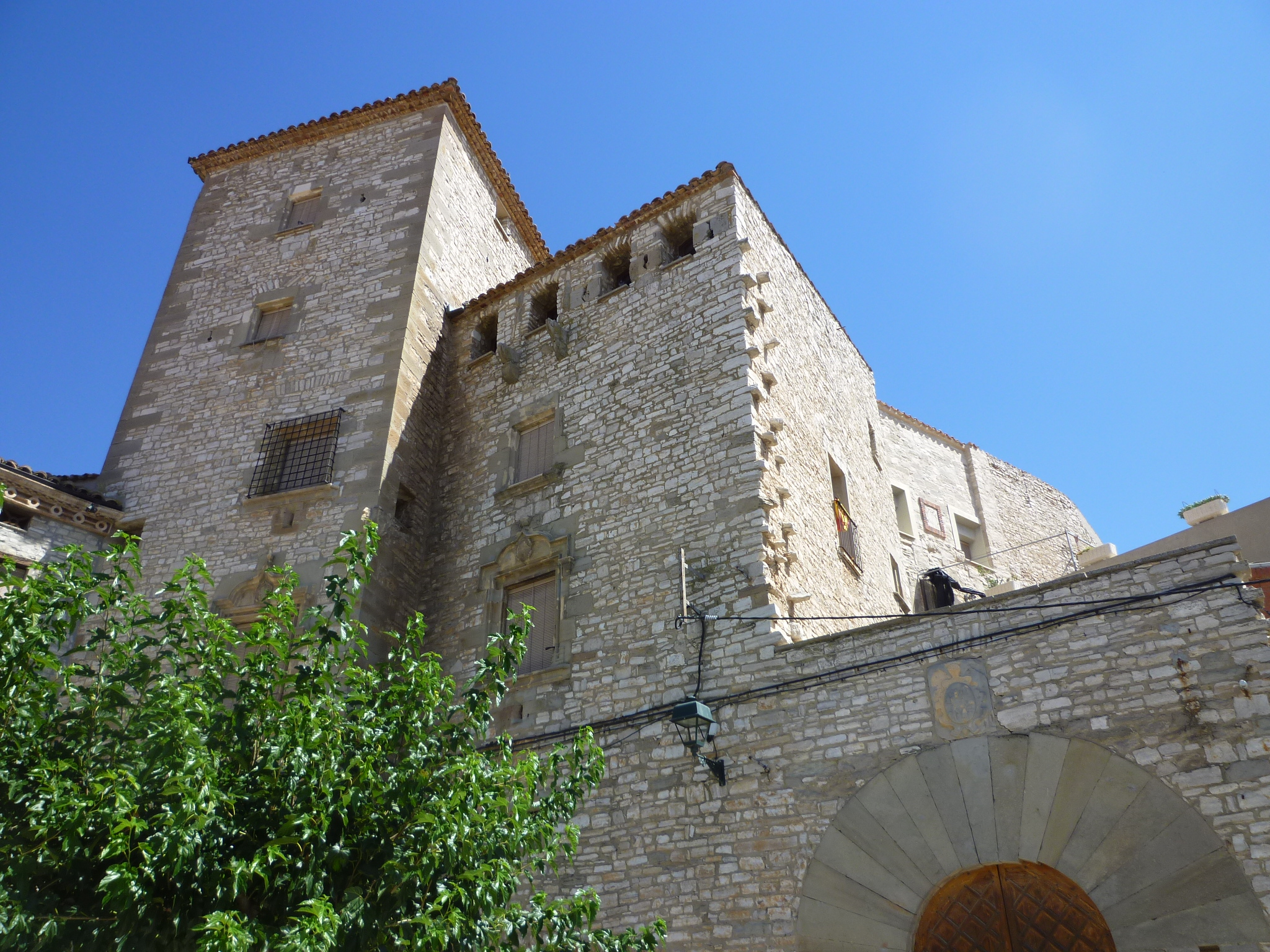
Marienkirche von Les Oluges
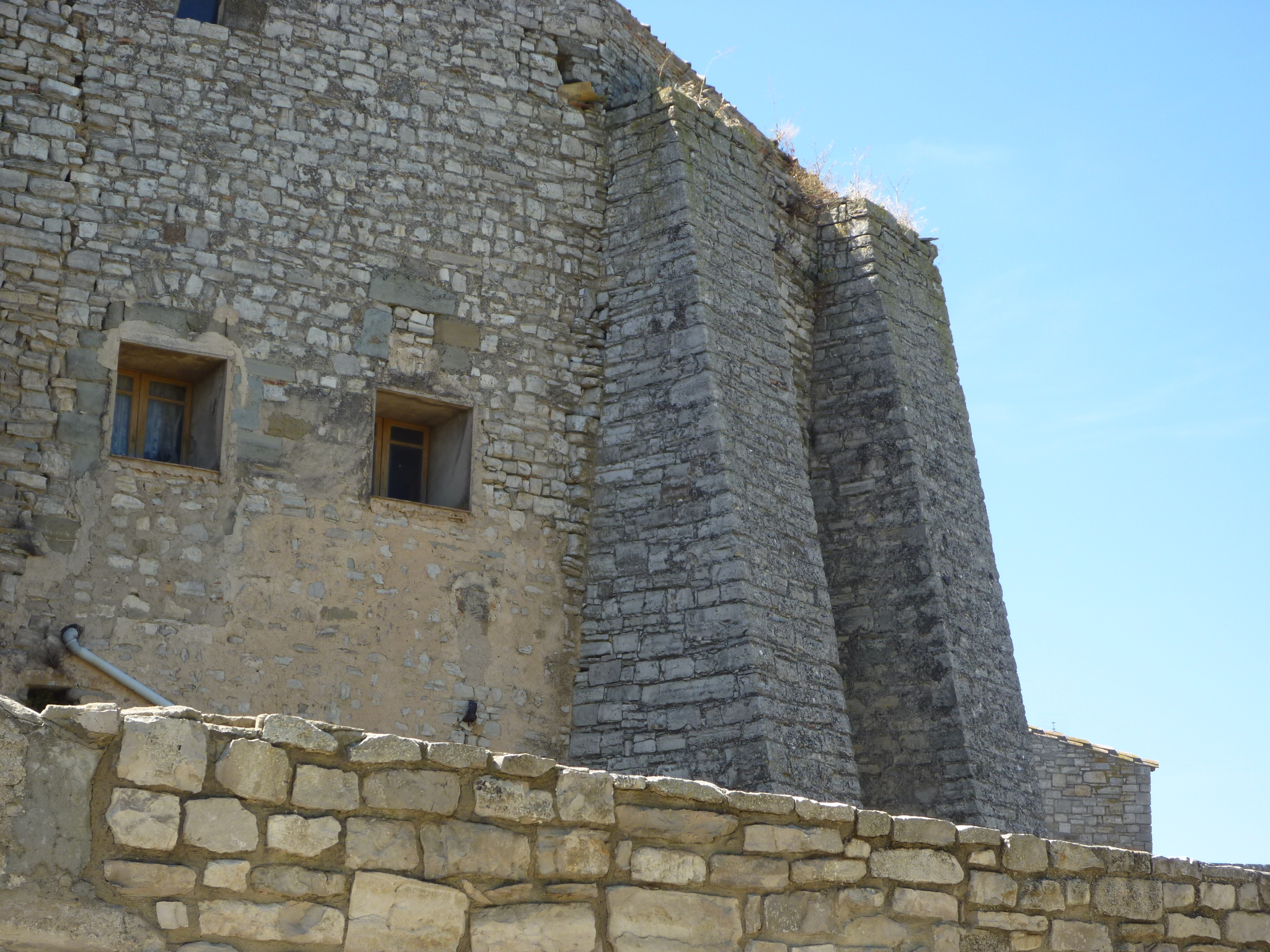
Burganlage von Les Oluges
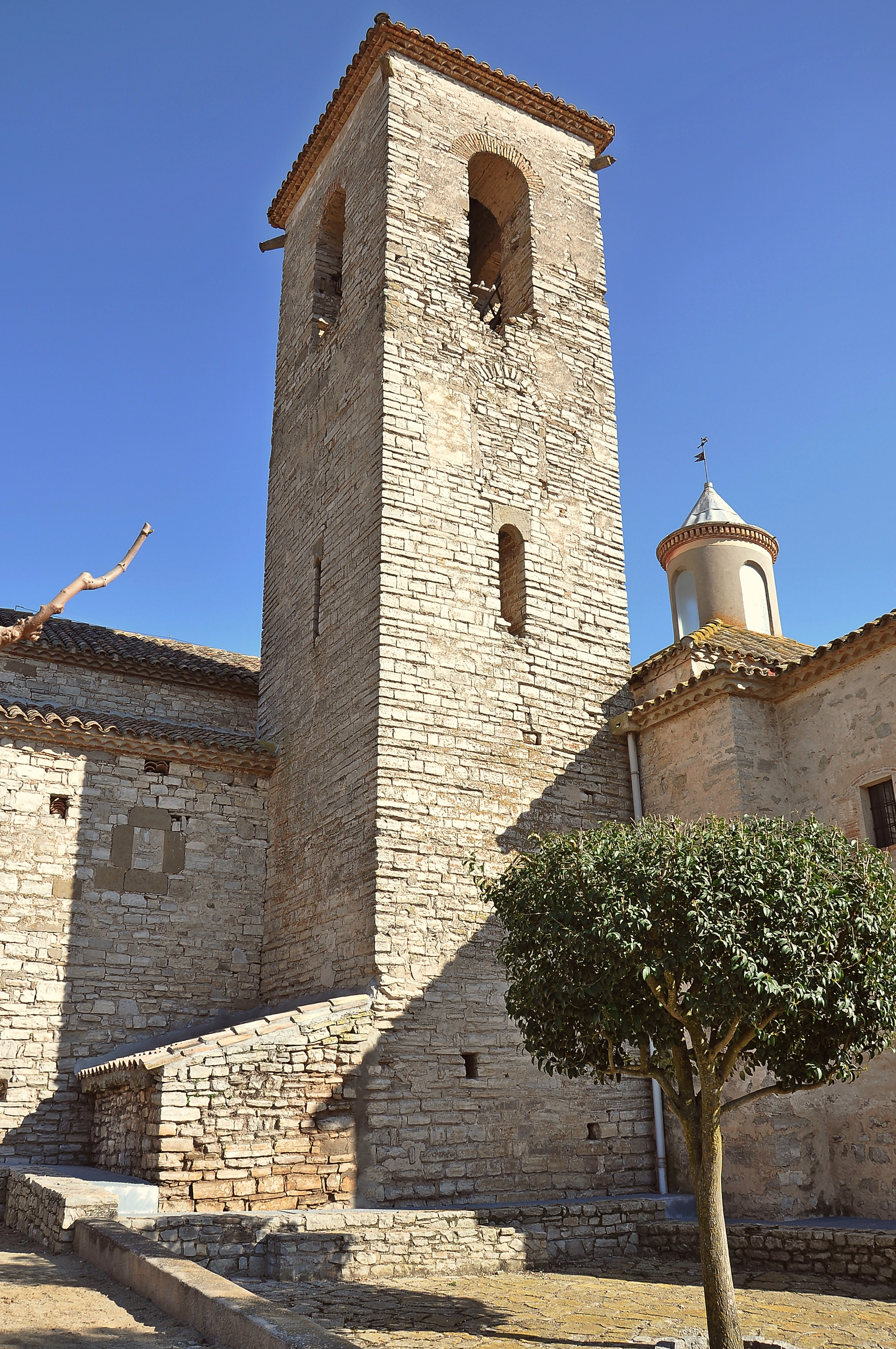
Marienkirche
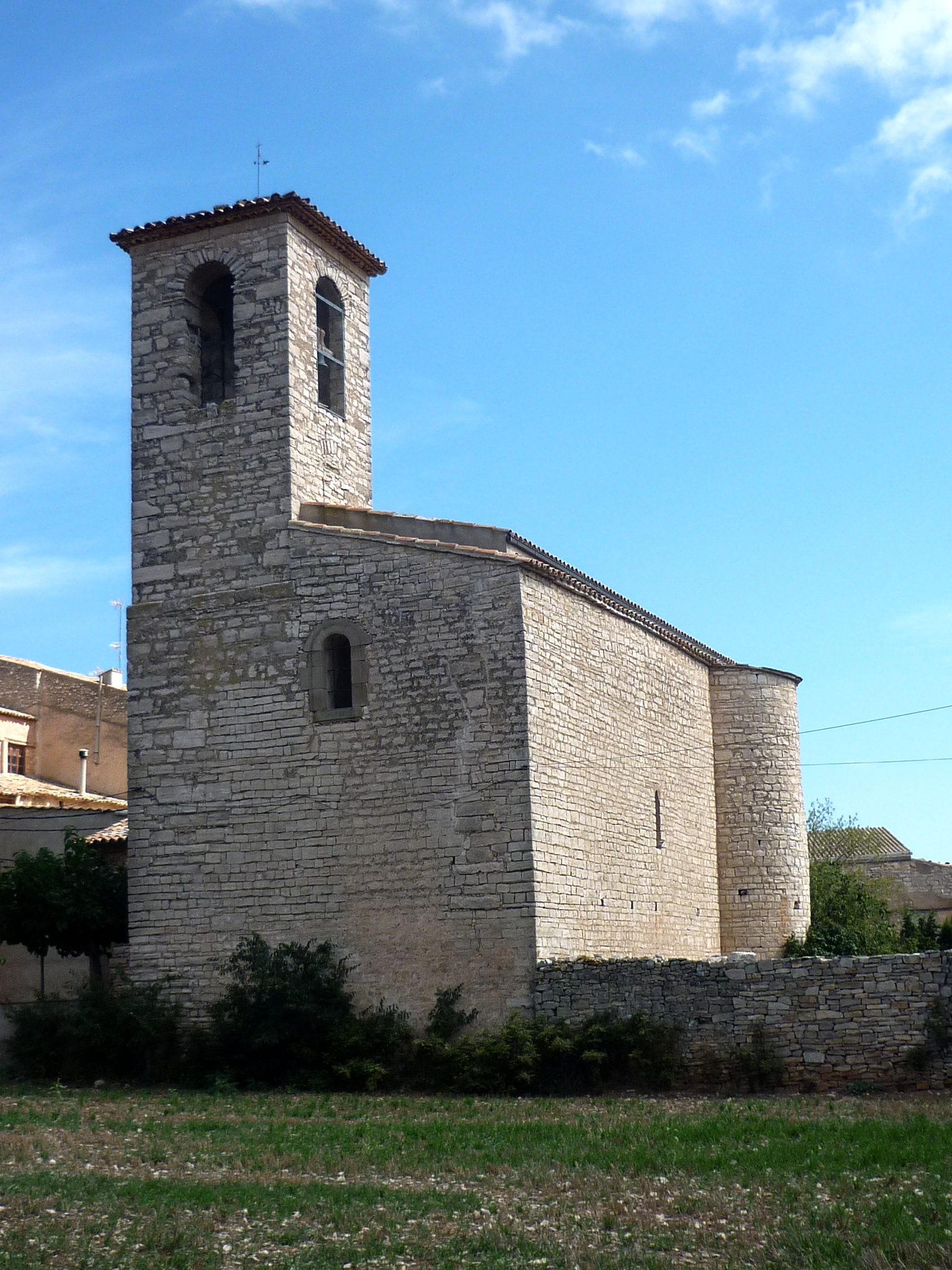
Peterskirche von Santa Fe
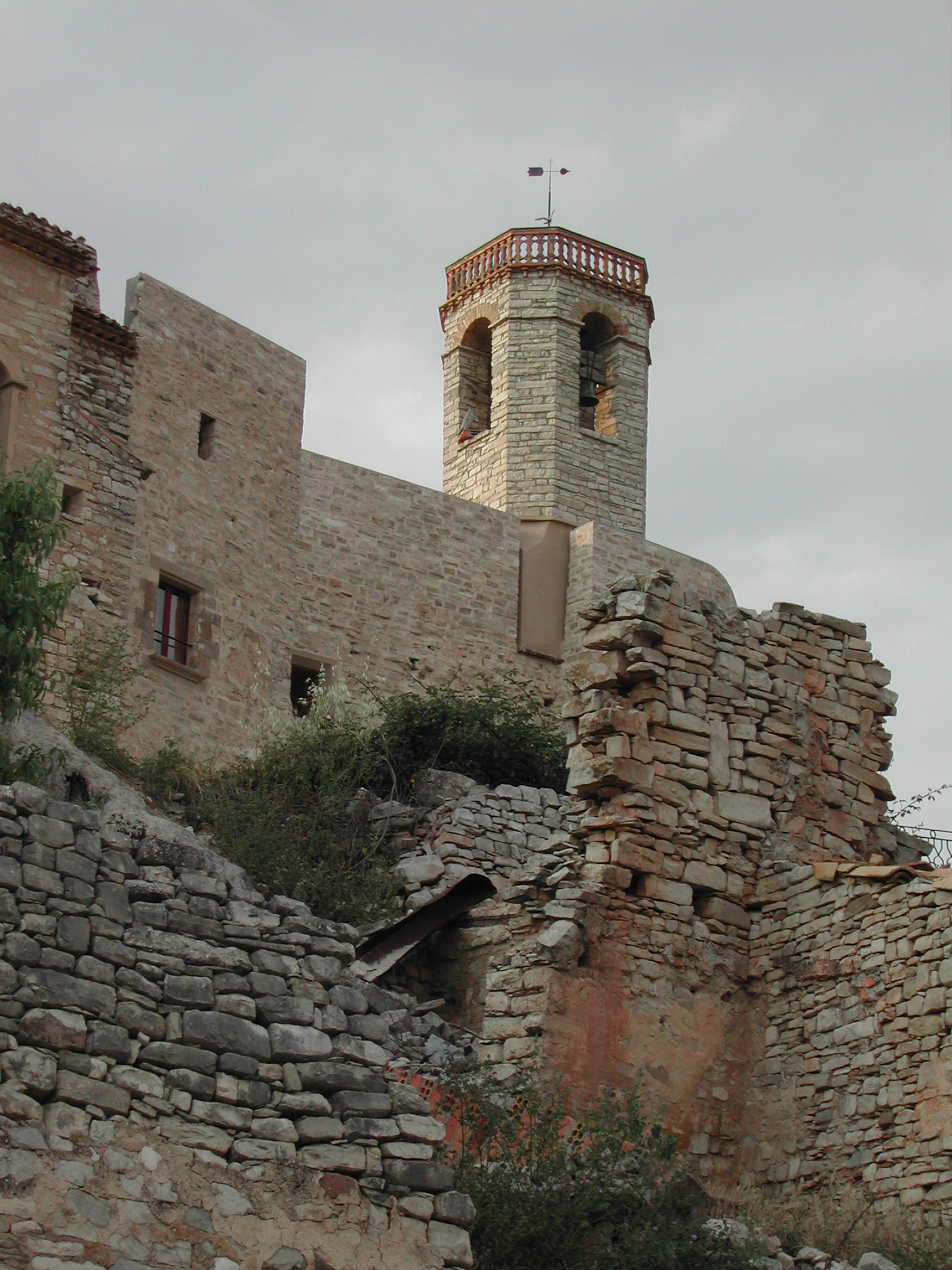
Peterskirche in Montfalcó Murallat
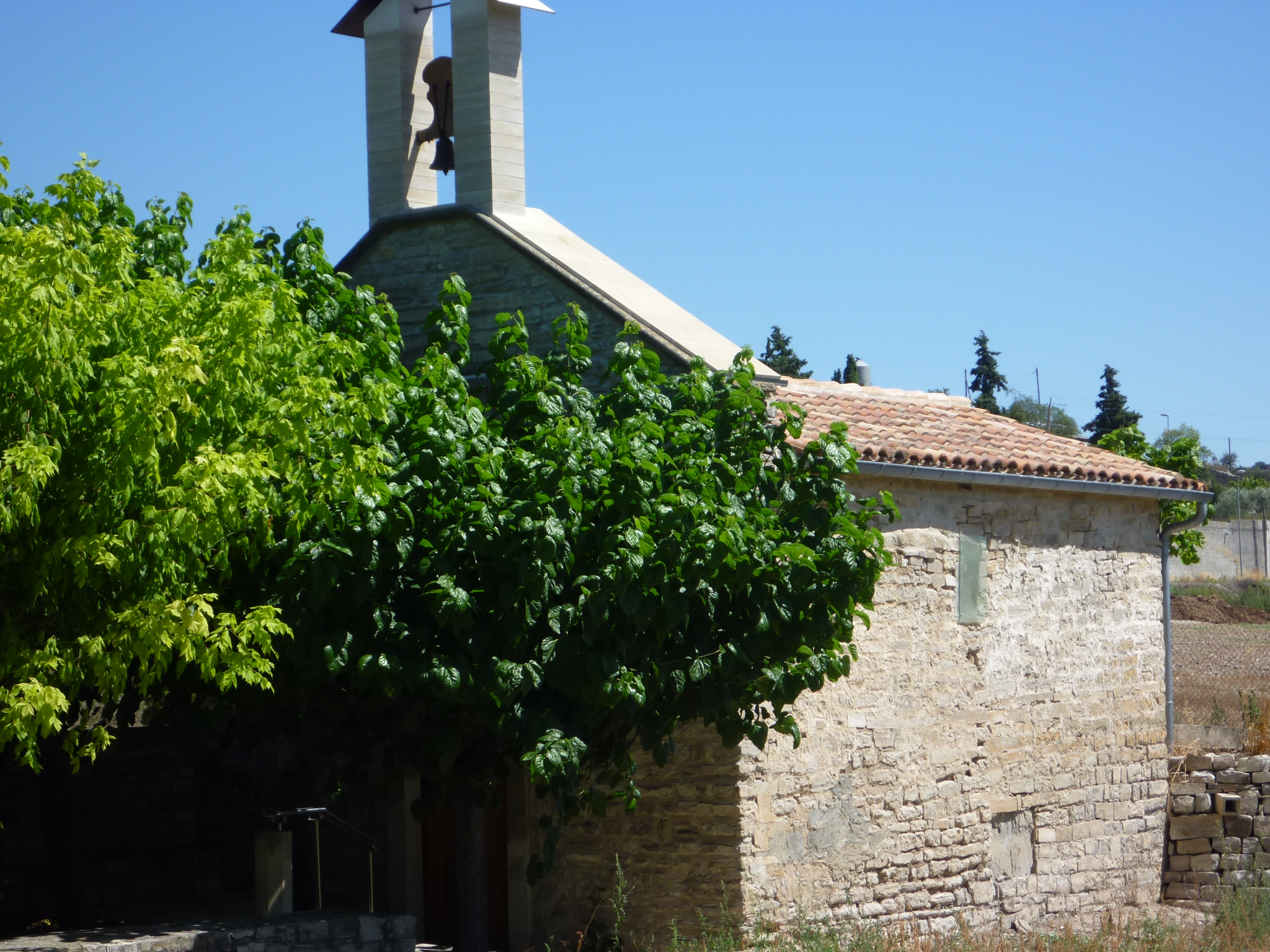
Engrazienkapelle
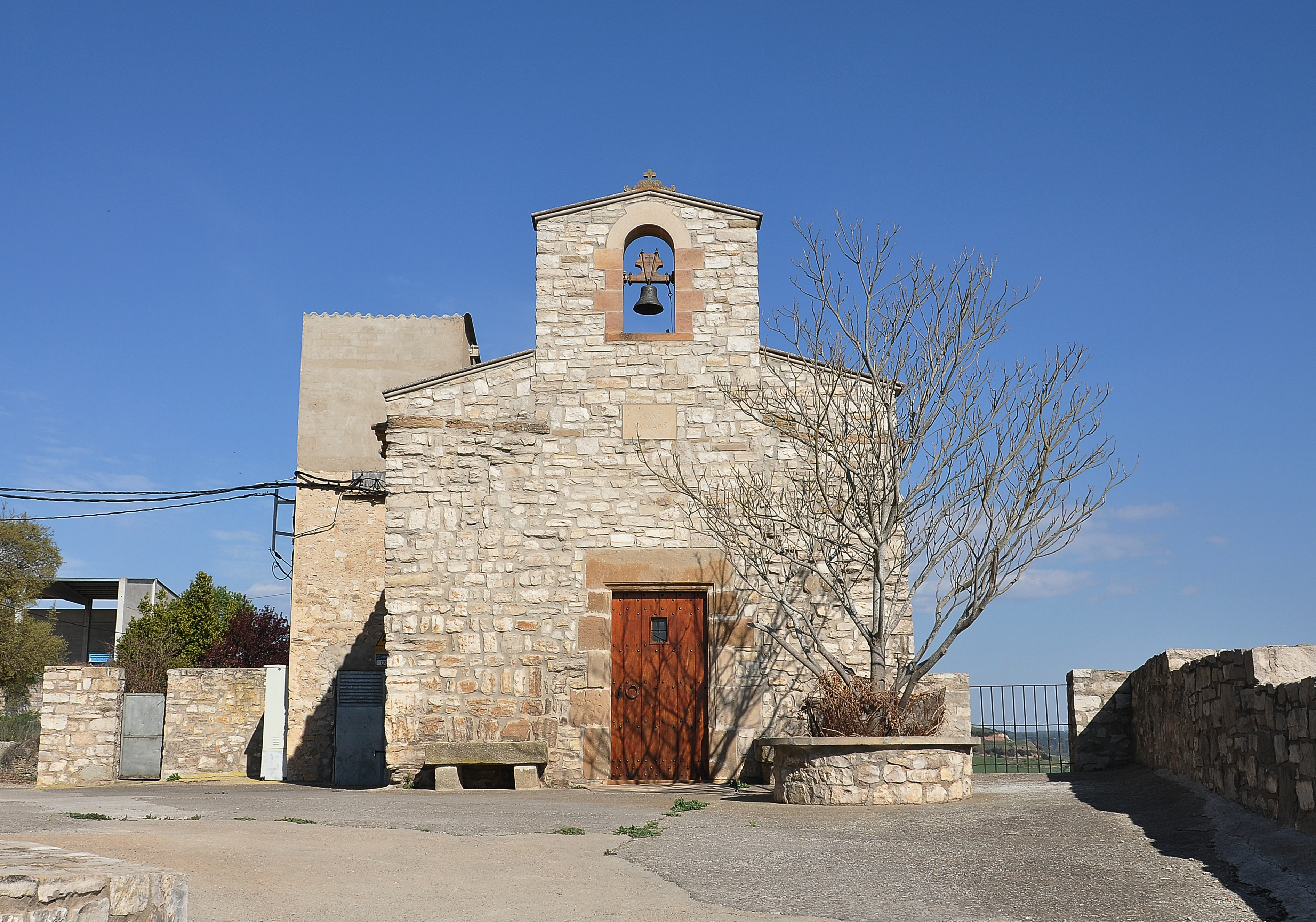
Salvatorkapelle
- Rathaus

- Reste der Burganlage von Santa Fe
- Burganlage von Les Oluges
- Burganlage von Les Oluges
- Marienkirche
- Peterskirche in Santa Fe
- Peterskirche in Montfalcó Murallat
- Engrazienkapelle
- Salvatorkapelle